# Hypnotherapie
Hypnotherapie is het inzetten van hypnose als middel tegen psychische en lichamelijke klachten, maar ook voor sportprestatieverbetering. De cliënt wordt door de hypnotherapeut door middel van voornamelijk verbale communicatie in een lichte trance gebracht maar behoudt de controle over zichzelf.
Een van de visies over hypnotherapie is dat de patiënt onder hypnose gemakkelijker contact kan maken met het onderbewustzijn dan in het dagelijks leven mogelijk is omdat het rationele bewustzijn dat belemmert. Door contact met onbewuste gevoelens en ideeën krijgt de patiënt (meer) inzicht in de eigen behoeften en mogelijkheden. Met de verkregen informatie zou een proces van genezing in gang gezet kunnen worden.
Volgens hypnotherapeuten zijn er geen speciale eigenschappen nodig om onder hypnose te kunnen raken en is deze behandelingsmethode voor vrijwel iedereen geschikt, maar in het algemeen wordt hypnotherapie niet toegepast bij psychotische en ernstig depressieve patiënten.
In de loop der tijd is bij hypnotherapie minder de nadruk komen te liggen op de diepe hypnotische trance zoals die in de klassieke hypnotherapie gebruikelijk is, en zoals die in films nog vaak wordt voorgesteld: de patiënt in diepe slaap op de sofa. Bij neoklassieke en moderne hypnotherapie wordt er gewerkt met een minder diepe trance, waardoor de patiënt een actievere rol kan innemen.
Wetenschappelijk onderzoek naar de effectiviteit van hypnotherapie heeft geen eensluidende conclusies opgeleverd, behalve als aanvullende therapie bij de behandeling van het prikkelbaredarmsyndroom (en andere somatisch onvoldoende verklaarde lichamelijke klachten), angst, depressie, de zelfwaardering bij jongeren met autisme, verslavingen (roken), afvallen en bij Trichotillomanie.
Er zijn ook geluidsdragers met hypnotherapie die men zelf thuis kan beluisteren. Men moet zich wel aan de instructies houden; mensen met ernstige psychische klachten mogen niet zelf experimenteren met hypnotherapie zonder professionele begeleiding.
In Nederland werd hypnotherapie eind negentiende eeuw geïntroduceerd door Albert van Renterghem, bijgenaamd de wonderdokter van Goes.